# Пирс'ю
Пирс'ю́ або Пирсью́ або Пирс-Ю, верхня течія — Хосая́ або Хо́са-Я (рос. Пырсъю, Пырсью, Пырс-Ю) — річка в Республіці Комі, Росія, ліва притока річки Ілич, правої притоки річки Печора. Протікає територією Вуктильського міського округу та Троїцько-Печорського району.
Річка починається на західних схилах гори Пар'яур (висота 850 м), що на кордоні Республіки Комі та Ханти-Мансійського автономного округу Тюменської області. Початок знаходиться на території Вуктильського міського округ, де називається Хосая (Хоса-Я). Протікає на південний захід, південь, захід, південний захід, північний захід та південний захід.
Притоки:
- праві — Хомкі-Я (впадає до Хосая), Наювтотне-Сарія, Єлперчукйоль (Єлперчук-Йоль, Єлперчук'єль)
- ліві — Хомсен-Сорі-Я (впадає до Хосая), Перчукйоль (Перчук-Йоль, Північний Перчук'єль), Південний Перчукйоль (Південний Перчук-Йоль, Південний Перчук'єль), без назви (довжина 13 км[1])